# حلبان (نبات)
حُلَّبَان جنس من نحو 400 نوع من العدية ذات التوزيع العالمي. يشمل الجنس كلاً من الأنواع الحولية والمعمرة ، ومعظمها ذات سيقان منتصبة من 3 جوانب وأوراق من 3 مراتب. تحمل الأكين حديبة تشبه المنقار (مع أنها النباتات من السعدية وليست من الأسلية ) وأحيانًا تُقابل بشعيرات. العديد من الأنواع متشابهة في المظهر الخضري، لذا تكون الثمار الناضجة مهمة في تحديد نوعها. وهي من النباتات الضارة العديمة النفع.

## البيئة
توجد الحلبان في جميع القارات باستثناء القارة القطبية الجنوبية، ولكنه أكثر تنوعًا في المناطق المدارية الحديثة.  وهو أكثر انتشارًا في الموائل المشمسة ذات التربة الحمضية الرطبة. قد يكون الحلبان هو النبات السائد في المستنقعات والسافانا.